# FK Kruoja
Kruoja é um clube de futebol profissional lituano da cidade de Pakruojis que joga o Campeonato Lituano de Futebol.
O clube foi fundado em 2001 e foi dissolvido em 2016.
Em 2015, ele entrou em um escândalo de apostas e se aposentou.